# Diplocladium penicillioides
Diplocladium penicillioides är en svampart som beskrevs av Sacc. 1886. Diplocladium penicillioides ingår i släktet Diplocladium och familjen Hypocreaceae.   Inga underarter finns listade i Catalogue of Life.